# Vlak speldhorentje
Het vlak speldhorentje (Eulimella acicula) is een slakkensoort uit de familie van de Pyramidellidae. De wetenschappelijke naam van de soort werd in 1836 voor het eerst geldig gepubliceerd door Rodolfo Amando Philippi als Melania acicula.

## Beschrijving
Het vlak speldhorentje is een mariene huisjeslak met vrij dun, half-transparant, gepolijst schelp die glasachtig wit is bij levende exemplaren en melkwit bij dode exemplaren. De lengte is 4,3 mm. De teleoconch, het deel dat wordt aangelegd na de eerste windingen van het slakkenhuis, bevat 8 tot 9 smalle windingen. Deze zijn afgeplat en hun omtrek is nauwelijks gehoekt.

## Verspreiding
Deze soort komt veel voor in de Noord-Atlantische Oceaan en in de Middellandse Zee, op een diepte tussen de 99 en 550 meter.